# Angelo DiBernardo
Angelo DiBernardo (Buenos Aires; 16 de mayo de 1956) es un exfutbolista argentino-estadounidense que jugó profesionalmente en la Liga de Fútbol de América del Norte y la Liga Mayor de Fútbol Sala.
Representó a los Estados Unidos en los Juegos Olímpicos de 1984. Después de retirarse de jugar profesionalmente, enseñó español y entrenó fútbol con niños y niñas en una escuela secundaria.
Su hija Vanessa, fue miembro de la selección femenina sub-20 de Estados Unidos que ganó la Copa Mundial Femenina Sub-20 de Japón en 2012.

## Trayectoria
Jugó una temporada con Los Angeles Aztecs, quienes los reclutaron de la North American Soccer League. Jugó la temporada de 1979 con los Aztecas antes de que lo cambiaran a él y a Larry Hulcer al New York Cosmos.
Permanecería con el Cosmos desde 1980 hasta 1984 cuando se derrumbó la NASL. En mayo de 1984, el Cosmos le pidió que aceptara un recorte salarial del 20%, se negó y el equipo lo colocó en transferibles cuando iban siete juegos de temporada.
Jugó la temporada 1985-1986 en la Major Indoor Soccer League con los Kansas City Comets. En 1987-1988, jugó seis partidos con los St. Louis Steamers antes de sufrir una lesión en la espalda que terminó con su carrera.

## Selección nacional
El 3 de febrero de 1979, jugó su primer casquillo para el equipo nacional, actuando como un sustituto de Ty Keough en una pérdida contra la Unión Soviética.
Se convirtió en una parte integral de los esfuerzos de Estados Unidos para clasificarse para la Copa del Mundo de 1982 y jugó en los cuatro partidos de clasificación en 1980. Desafortunadamente, Estados Unidos no logró llegar a la cita mundialista.
Tuvo su revancha y fue integrante de la selección que participó en el Torneo Olímpico de Los Ángeles 1984, donde por poco pasa a la ronda siguiente.

### Participaciones en Juegos Olímpicos
| Torneo                   | Sede        | Resultado    |
| ------------------------ | ----------- | ------------ |
| Juegos Olímpicos de 1984 | Los Ángeles | Primera fase |

### Partidos y goles internacionales
| \| N.º \| Fecha \| Ciudad \| Local \| Res. \| Visitante \| Competición \| Goles \| \| --- \| ------------------------ \| ---------------- \| --------------------- \| ---- \| --------------------- \| ------------------------------------------ \| ------- \| \| 1 \| 3 de febrero de 1979 \| Seattle \| Estados Unidos \| 1:3 \| Unión Soviética \| Amistoso \| - \| \| 2 \| 11 de febrero de 1979 \| San Francisco \| Estados Unidos \| 1:4 \| Unión Soviética \| Amistoso \| - \| \| 3 \| 2 de mayo de 1979 \| East Rutherford \| Estados Unidos \| 0:6 \| Francia \| Amistoso \| - \| \| 4 \| 7 de octubre de 1979 \| Hamilton \| Bermudas \| 1:3 \| Estados Unidos \| Amistoso \| - \| \| 5 \| 10 de octubre de 1979 \| París \| Francia \| 3:0 \| Estados Unidos \| Amistoso \| - \| \| 6 \| 26 de octubre de 1979 \| Budapest \| Hungría \| 0:2 \| Estados Unidos \| Amistoso \| Anotado \| \| 7 \| 29 de octubre de 1979 \| Dublín \| Irlanda \| 3:2 \| Estados Unidos \| Amistoso \| Anotado \| \| 8 \| 25 de octubre de 1980 \| Fort Lauderdale \| Estados Unidos \| 0:0 \| Canadá \| Clasificación para la Copa Mundial de 1982 \| - \| \| 9 \| 1 de noviembre de 1980 \| Vancouver \| Canadá \| 2:1 \| Estados Unidos \| Clasificación para la Copa Mundial de 1982 \| - \| \| 10 \| 9 de noviembre de 1980 \| Ciudad de México \| México \| 5:1 \| Estados Unidos \| Clasificación para la Copa Mundial de 1982 \| - \| \| 11 \| 23 de noviembre de 1980 \| Fort Lauderdale \| Estados Unidos \| 2:1 \| México \| Clasificación para la Copa Mundial de 1982 \| - \| \| 12 \| 8 de abril de 1983 \| Puerto Príncipe \| Haití \| 0:2 \| Estados Unidos \| Amistoso \| - \| \| 13 \| 30 de mayo de 1984 \| East Rutherford \| Estados Unidos \| 0:0 \| Italia \| Amistoso \| - \| \| 14 \| 29 de septiembre de 1984 \| Willemstad \| Antillas Neerlandesas \| 0:0 \| Estados Unidos \| Clasificación para la Copa Mundial de 1986 \| - \| \| 15 \| 6 de octubre de 1984 \| San Luis \| Estados Unidos \| 4:0 \| Antillas Neerlandesas \| Clasificación para la Copa Mundial de 1986 \| Anotado \| \| 16 \| 8 de febrero de 1985 \| Tampa \| Estados Unidos \| 1:1 \| Suiza \| Amistoso \| - \| \| 17 \| 15 de mayo de 1985 \| San Luis \| Trinidad y Tobago \| 1:2 \| Estados Unidos \| Clasificación para la Copa Mundial de 1986 \| - \| \| 18 \| 19 de mayo de 1985 \| Torrance \| Estados Unidos \| 1:0 \| Trinidad y Tobago \| Clasificación para la Copa Mundial de 1986 \| - \| \| 19 \| 26 de mayo de 1985 \| Alajuela \| Costa Rica \| 1:1 \| Estados Unidos \| Clasificación para la Copa Mundial de 1986 \| - \| \| 20 \| 31 de mayo de 1985 \| Torrance \| Estados Unidos \| 0:1 \| Costa Rica \| Clasificación para la Copa Mundial de 1986 \| - \| |                          |                  |                       |      |                       |                                            |         |
| N.º | Fecha                    | Ciudad           | Local                 | Res. | Visitante             | Competición                                | Goles   |
| 1 | 3 de febrero de 1979     | Seattle          | Estados Unidos        | 1:3  | Unión Soviética       | Amistoso                                   | -       |
| 2 | 11 de febrero de 1979    | San Francisco    | Estados Unidos        | 1:4  | Unión Soviética       | Amistoso                                   | -       |
| 3 | 2 de mayo de 1979        | East Rutherford  | Estados Unidos        | 0:6  | Francia               | Amistoso                                   | -       |
| 4 | 7 de octubre de 1979     | Hamilton         | Bermudas              | 1:3  | Estados Unidos        | Amistoso                                   | -       |
| 5 | 10 de octubre de 1979    | París            | Francia               | 3:0  | Estados Unidos        | Amistoso                                   | -       |
| 6 | 26 de octubre de 1979    | Budapest         | Hungría               | 0:2  | Estados Unidos        | Amistoso                                   | Anotado |
| 7 | 29 de octubre de 1979    | Dublín           | Irlanda               | 3:2  | Estados Unidos        | Amistoso                                   | Anotado |
| 8 | 25 de octubre de 1980    | Fort Lauderdale  | Estados Unidos        | 0:0  | Canadá                | Clasificación para la Copa Mundial de 1982 | -       |
| 9 | 1 de noviembre de 1980   | Vancouver        | Canadá                | 2:1  | Estados Unidos        | Clasificación para la Copa Mundial de 1982 | -       |
| 10 | 9 de noviembre de 1980   | Ciudad de México | México                | 5:1  | Estados Unidos        | Clasificación para la Copa Mundial de 1982 | -       |
| 11 | 23 de noviembre de 1980  | Fort Lauderdale  | Estados Unidos        | 2:1  | México                | Clasificación para la Copa Mundial de 1982 | -       |
| 12 | 8 de abril de 1983       | Puerto Príncipe  | Haití                 | 0:2  | Estados Unidos        | Amistoso                                   | -       |
| 13 | 30 de mayo de 1984       | East Rutherford  | Estados Unidos        | 0:0  | Italia                | Amistoso                                   | -       |
| 14 | 29 de septiembre de 1984 | Willemstad       | Antillas Neerlandesas | 0:0  | Estados Unidos        | Clasificación para la Copa Mundial de 1986 | -       |
| 15 | 6 de octubre de 1984     | San Luis         | Estados Unidos        | 4:0  | Antillas Neerlandesas | Clasificación para la Copa Mundial de 1986 | Anotado |
| 16 | 8 de febrero de 1985     | Tampa            | Estados Unidos        | 1:1  | Suiza                 | Amistoso                                   | -       |
| 17 | 15 de mayo de 1985       | San Luis         | Trinidad y Tobago     | 1:2  | Estados Unidos        | Clasificación para la Copa Mundial de 1986 | -       |
| 18 | 19 de mayo de 1985       | Torrance         | Estados Unidos        | 1:0  | Trinidad y Tobago     | Clasificación para la Copa Mundial de 1986 | -       |
| 19 | 26 de mayo de 1985       | Alajuela         | Costa Rica            | 1:1  | Estados Unidos        | Clasificación para la Copa Mundial de 1986 | -       |
| 20 | 31 de mayo de 1985       | Torrance         | Estados Unidos        | 0:1  | Costa Rica            | Clasificación para la Copa Mundial de 1986 | -       |

## Clubes
| Club               | País           | Año       |
| ------------------ | -------------- | --------- |
| Los Angeles Aztecs | Estados Unidos | 1979      |
| New York Cosmos    | Estados Unidos | 1980-1985 |
| Kansas City Comets | Estados Unidos | 1985-1986 |
| St. Louis Steamers | Estados Unidos | 1987-1988 |

## Palmarés

### Títulos nacionales
| Título                       | Equipo          | País           | Año  |
| ---------------------------- | --------------- | -------------- | ---- |
| North American Soccer League | New York Cosmos | Estados Unidos | 1980 |
| North American Soccer League | New York Cosmos | Estados Unidos | 1982 |